# Bridgtown
Bridgtown är en civil parish i Storbritannien.   Den ligger i grevskapet Staffordshire och riksdelen England, i den södra delen av landet, 180 km nordväst om huvudstaden London. Antalet invånare är 885. Arean är 0,93 kvadratkilometer.
Terrängen i Bridgtown är mycket platt.